# تاكر ويست
تاكر ويست (بالإنجليزية: Tucker West)‏ هو متسابق على الجليد بمزلاجة أمريكي، ولد في 15 يونيو 1995 في ريجفيلد ‏ في الولايات المتحدة.

## وصلات خارجية
- تاكر ويست على موقع FIL (الإنجليزية)
- تاكر ويست على موقع اللجنة الأولمبية الدولية (الإنجليزية)
- تاكر ويست على موقع أوليمبيديا (الإنجليزية)
- تاكر ويست على موقع اللجنة الأولمبية والبارالمبية الأمريكية (الإنجليزية)